# 織田信定
織田 信定（おだ のぶさだ）は、戦国時代の武将。尾張国の織田大和守家（清洲織田氏）に仕える清洲三奉行の1つである織田弾正忠家の当主。勝幡城城主。信定は信貞とも書く。織田信秀の父であり、織田信長の祖父。

## 略歴
越前国織田庄劔神社の祠官の系譜を引き、越前や尾張の守護大名斯波氏の被官織田氏の支流の出身。本姓はこの頃には藤原氏（越前織田氏は忌部氏を称す）を称していたが、後に信長が平姓に改めた。
信定は、尾張下四郡守護代に補任された織田大和守家の分家の生まれで、同家は重臣として仕え、清洲三奉行の1つとして大和守家の執務を輔佐、実行する家柄であった。
江戸時代に書かれた諸系図では信定の父を織田敏定と明記するが、より信頼性の高い史料である『信長公記』の巻首に、月巌（信定の法名）の先代が西巌（法名）であると書かれていることから、敏定（法名は常英）は父ではないと考えられる。また文明14年（1482年）の清洲宗論の記録にある「織田弾正忠良信」なる人物が、弾正忠家の当主であったと推定され、この西巌にあたると現在は考えられており、良信が信定の父であるというのが定説になりつつある。
信定も、清洲城を本拠とした織田大和守家当主の織田達勝の許で奉行の地位にあり代々弾正忠を通称とした。また、弾正左衛門尉とも称したという。
永正13年（1516年）中に発せられた妙興寺の寺領や末寺を安堵する2つの連署状に「織田弾正忠信貞」と署名がある。
中島郡・海西郡に勢力を広げて津島の港を手中に収め、津島に居館を構えた。この港から得た経済力が戦国大名としての織田氏の発展の基礎となったとされる。
永正年間に勝幡城を築城し、大永年間に津島の館から拠点を移した。天文年間初めに嫡男・信秀に家督を譲って隠居した。この際、木ノ下城（犬山市にあり犬山城とも言う）に移り、勝幡城を信秀に与えたとされる。
『好古類纂』によれば、天文7年（1538年）11月2日に死去。

## 系譜
- 父：織田良信（または織田敏定）
- 母：京極持清の娘
- 正室：いぬゐの方 - 含笑院、織田良頼の娘
  - 長男：織田信秀
- 側室：月静院殿 - 出自不明
- 生母不明の子女

- 次男：織田信康
- 三男：織田信光
- 庶子：織田信正
- 四男：織田信実
- 五男：織田信次

- 女子：長栄寺殿 - 牧長義室
- 女子：おつやの方 - 遠山景任室、後に秋山虎繁正室
- 女子：秋悦院 - 織田信安正室
- 女子：松平清定室